# Thomas Reilly
Thomas Reilly (Irvine, 15 settembre 1994) è un calciatore scozzese, centrocampista del Gartcairn Juniors.

## Carriera

### Club
Esordisce tra i professionisti non ancora maggiorenne nella stagione 2011-2012, nella quale trascorre un periodo in prestito agli Albion Rovers, club della terza divisione scozzese, con i quali nell'arco di un bimestre gioca 5 partite di campionato; terminato il prestito fa ritorno al St. Mirren, club in cui già aveva giocato nelle giovanili, ed in cui viene aggregato alla prima squadra per il resto della stagione, nella quale gioca 4 partite nella prima divisione scozzese. Gioca per un altro triennio in tale categoria con i bianconeri: in particolare, nella stagione 2012-2013 segna un gol in 9 presenze, mentre nella stagione 2013-2014 gioca 8 partite, a cui aggiunge ulteriori 20 presenze nella stagione 2014-2015, la sua ultima nel club. Nell'estate del 2015, rimasto svincolato, firma un contratto con l'Elgin City, club di quarta divisione, con cui gioca stabilmente da titolare per un triennio, segnando in totale 9 reti in 98 partite di campionato. Trascorre invece la stagione 2018-2019 al Forfar Athletic, con cui gioca 28 partite in terza divisione. Successivamente conquista una promozione in quarta divisione con i Kelty Hearts.

### Nazionale
Ha giocato in tutte le nazionali giovanili scozzesi comprese tra l'Under-15 e l'Under-19.

## Palmarès

### Club

#### Competizioni nazionali
- Lowland Football League: 1

Kelty Rovers: 2019-2020